# 植生滴虫属
植生滴虫属（学名：Phytomonas），也称植物单毛菌属，是锥虫科下的一个属。

## 下属物种
本属包括以下物种：
- 植鞭毛虫 Phytomonas staheli McGhee & McGhee, 1979
- 细管植生滴虫 Phytomonas leptovasorum